# Stazione di Attigliano-Bomarzo
Stazione di Attigliano-Bomarzo vasútállomás Olaszországban, Umbria régióban, Attigliano településen.

## Vasútvonalak
Az állomást az alábbi vasútvonalak érintik:
- Firenze–Róma-vasútvonal
- Viterbo–Orte-vasútvonal

## Kapcsolódó állomások
A vasútállomáshoz az alábbi állomások vannak a legközelebb: 
- Stazione di Alviano
- Stazione di Orte
- Sipicciano railway station